# Meeresströmung

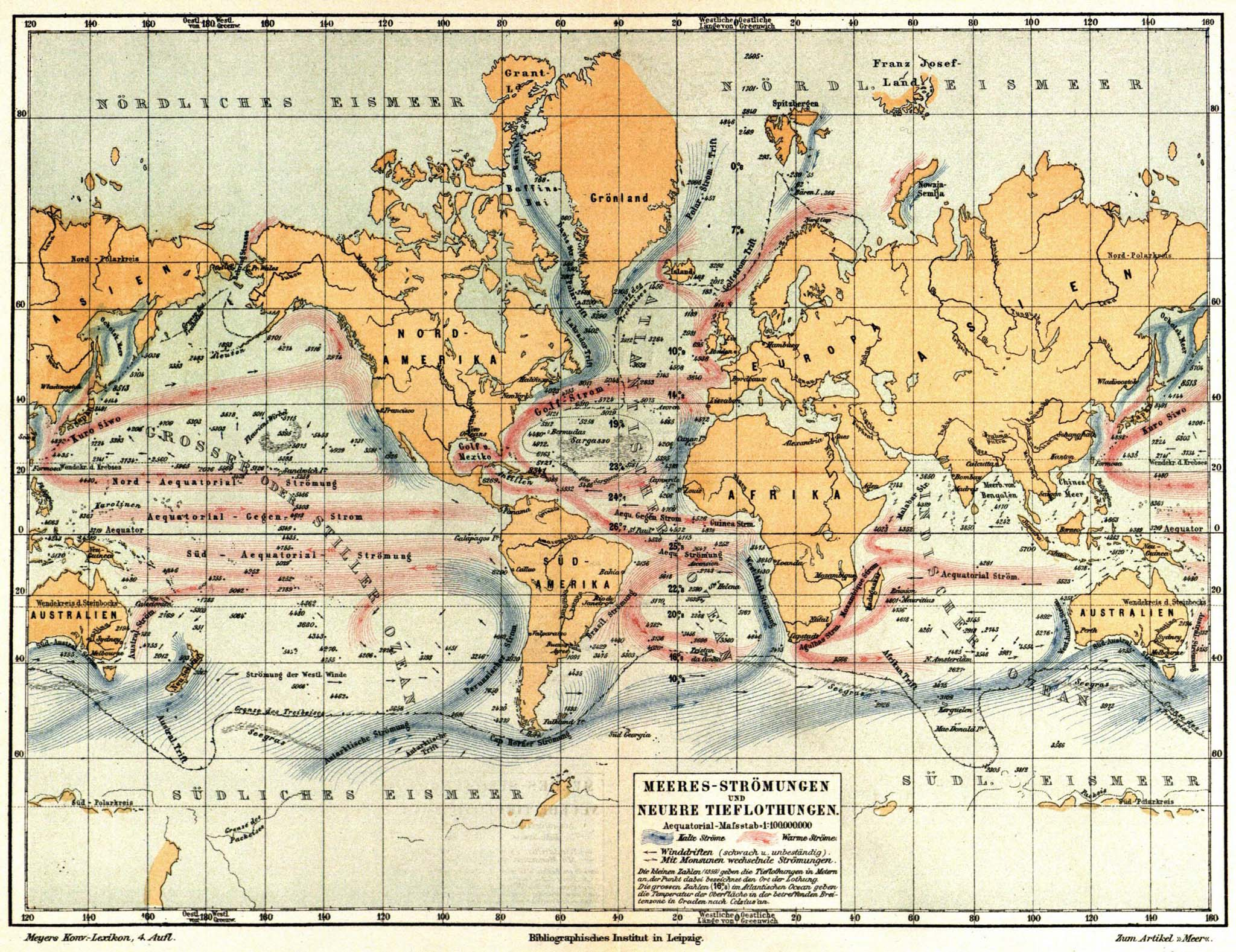
Band 11 der 4. Ausgabe von Meyers Konversations-Lexikon, 1885–1890, Artikel Meer, Karte Meeres-Strömungen und neuere Tieflothungen

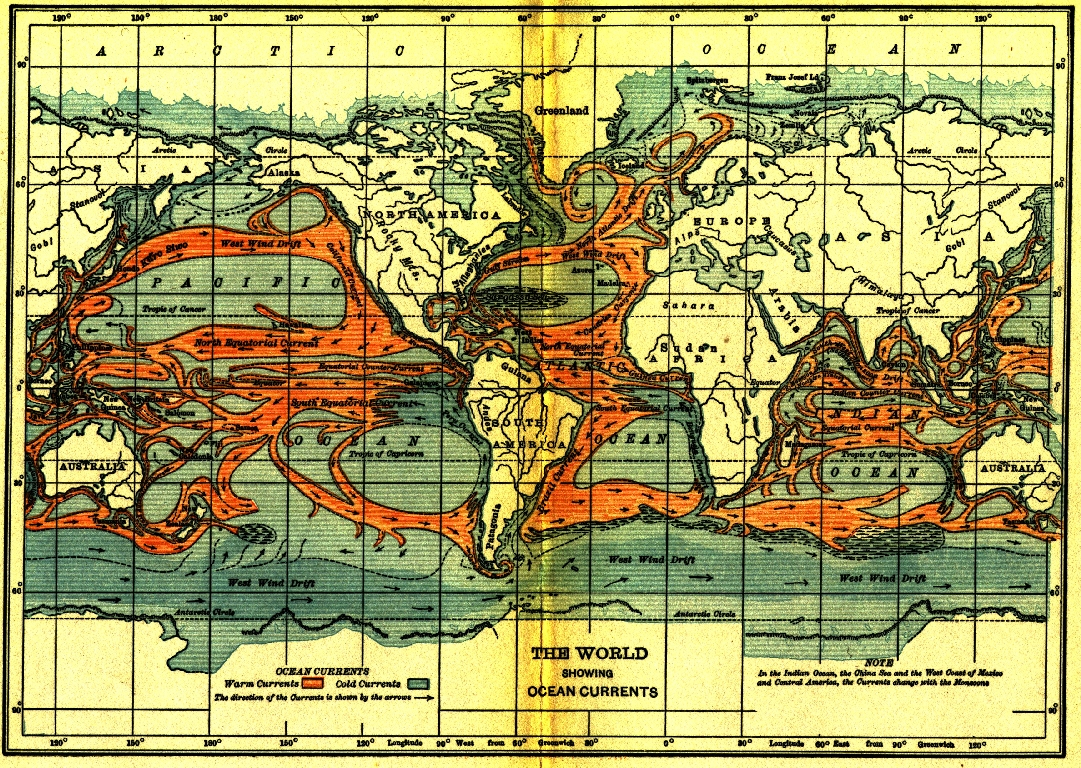
Ocean currents (USA, 1911)

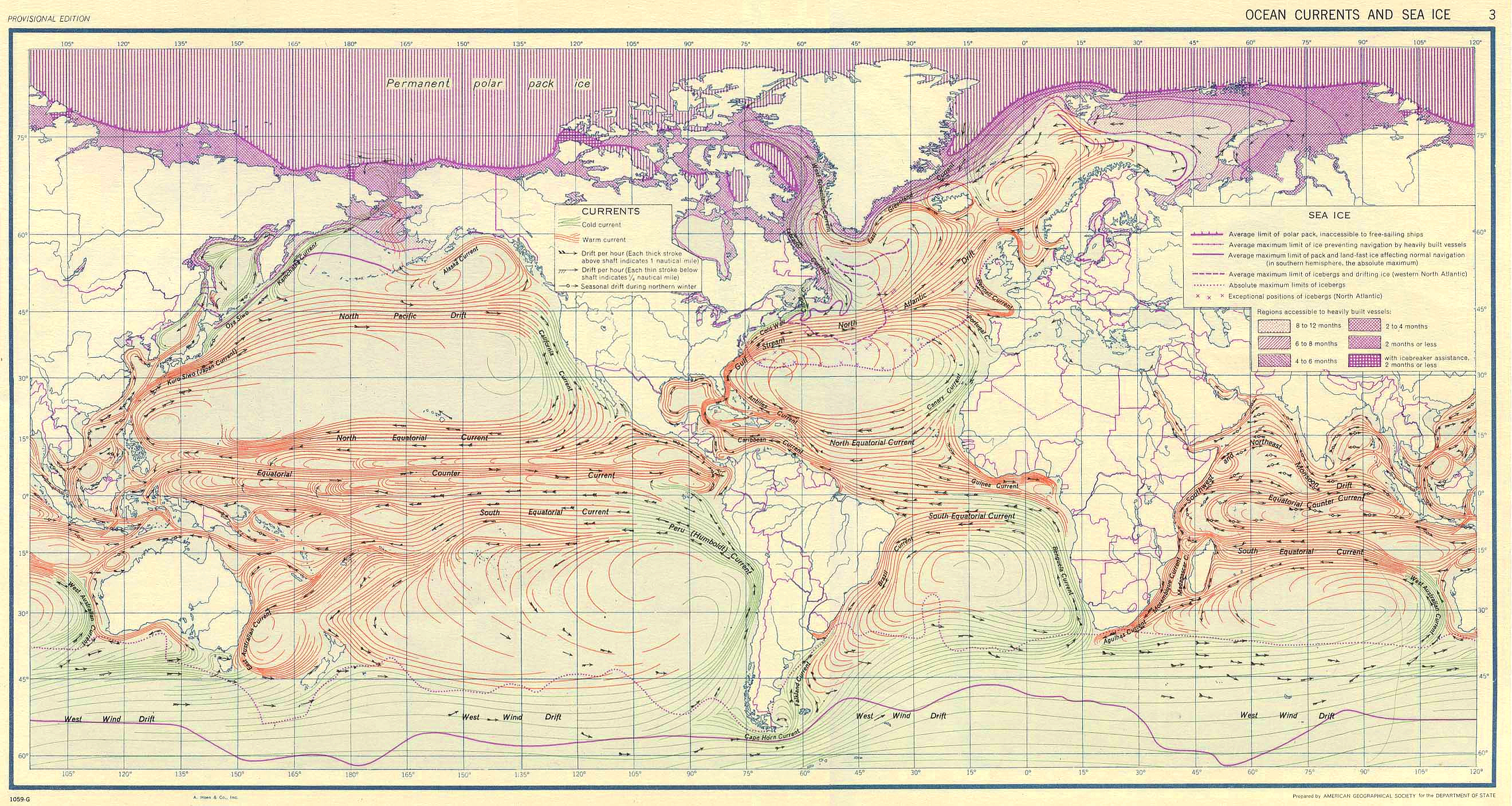
Ocean Currents and Sea Ice from Atlas of World Maps (United States Army Service Forces, 1943)

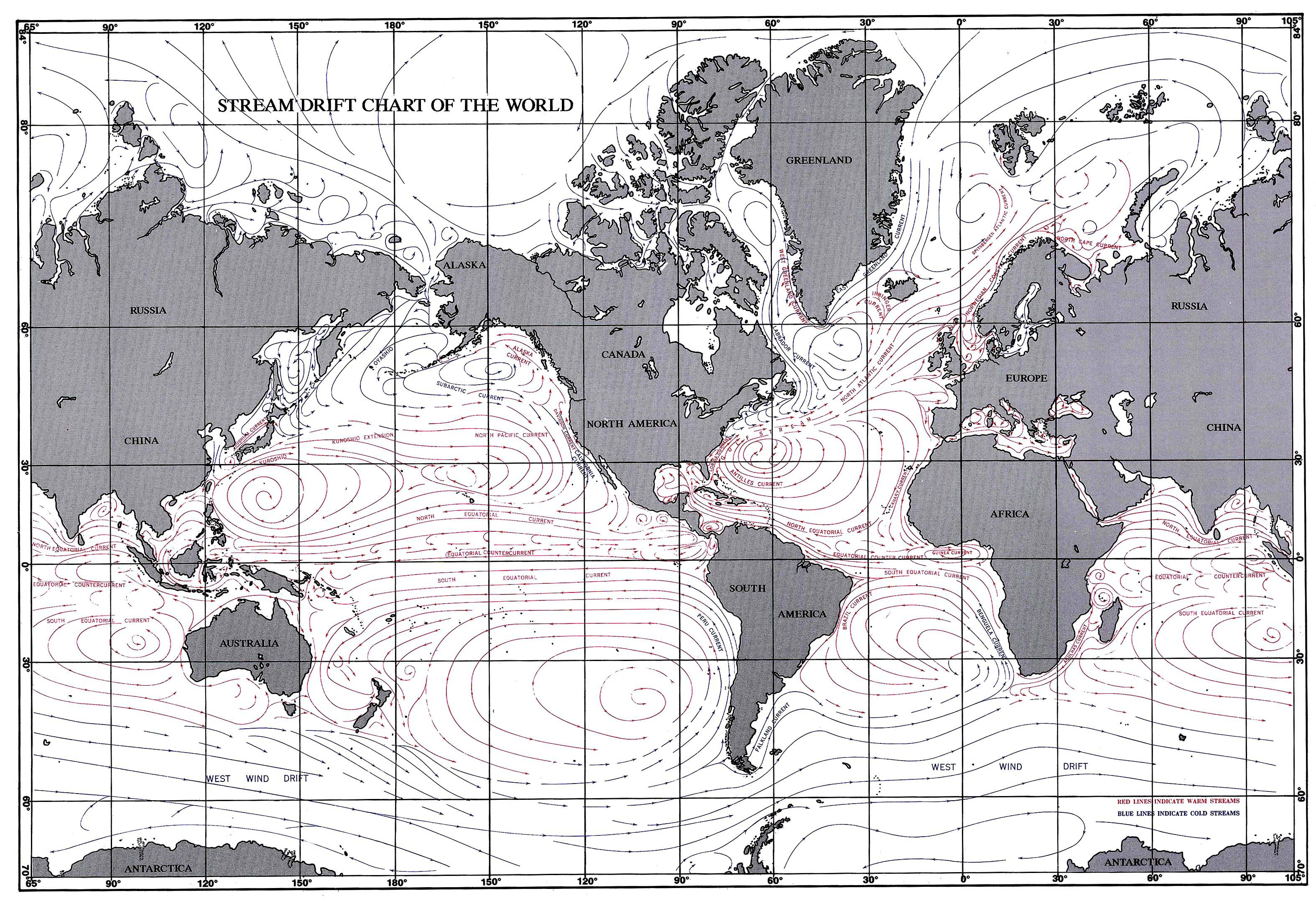
Globale Karte aller Oberflächen-Meeresströmungen (US Navy, 2004)

Meeresströmungen (engl. Ocean Currents) sind großräumige, gerichtete Bewegungen des Meerwassers, die durch eine Vielzahl von Kräften und Prozessen angetrieben werden. Sie umfassen sowohl horizontale als auch vertikale Transporte von Wassermassen und spielen eine zentrale Rolle im globalen Klimasystem. Die wichtigsten Antriebskräfte sind Wind, Unterschiede in Temperatur und Salzgehalt (Dichteunterschiede), die Erdrotation (Corioliskraft) sowie die Gestalt der Ozeanbecken.
Meeresströmungen transportieren enorme Mengen an Wärme, Salz, Nährstoffen und Gasen wie Kohlendioxid und sind daher entscheidend für das Klima der Erde. Sie tragen dazu bei, Temperaturunterschiede zwischen Äquator und Polen auszugleichen, und machen viele Regionen überhaupt erst bewohnbar.
Ein Beispiel ist der Golfstrom samt seiner Fortsetzung, des Nordatlantikstroms, der warmes Wasser aus der Karibik nach Nordeuropa transportiert und so für ein vergleichsweise mildes Klima sorgt. Ohne diesen Wärmetransport wären die Winter in Westeuropa deutlich kälter.

## Grundlagen und Antriebskräfte
Meeresströmungen entstehen aus einer Kombination mehrerer physikalischer Prozesse. Zu den wichtigsten zählen:
- Windantrieb, insbesondere in den oberen 100–200 Metern der Ozeane. Hier dominiert der sogenannte Ekman-Transport, bei dem die Windwirkung infolge der Corioliskraft in eine spiralförmige Wasserbewegung übergeht.[6]
- Thermohaline Zirkulation, die durch Unterschiede in Temperatur und/oder Salzgehalt, also der Dichte, angetrieben wird. Diese großskalige „globale Umwälzpumpe“ ist tiefreichend und extrem langsam.[7]
- Gezeitenkräfte, die durch die Gravitation von Mond und Sonne wirken und insbesondere in Küstenregionen Strömungen verursachen.[8]
- Topografie und Bathymetrie: Meeresböden, Inseln und Küstenlinien können Strömungen kanalisieren oder blockieren.[3]
- Barokline Instabilitäten, Wirbelbildungen (Eddys) sowie Reibungseffekte an Grenzen (z. B. westliche Intensivierung) prägen zusätzlich die räumliche und zeitliche Struktur der Strömungen.[9]

## Typen und Beispiele
Man unterscheidet verschiedene Typen von Meeresströmungen:
- Oberflächenströmungen bewegen sich bis zu einer Tiefe von etwa 100-200 Metern und werden hauptsächlich durch Wind sowie durch die Gezeitenkräfte von Sonne und Mond angetrieben.[4] Bekannte Beispiele sind der Golfstrom im Atlantik, der Kuroshio im Pazifik und der Äquatorialstrom.[3]
- Tiefenströmungen entstehen durch Unterschiede in Temperatur und Salzgehalt, was zu Dichteunterschieden führt. Kaltes, salzreiches Wasser sinkt in polaren Regionen ab und fließt als sogenannte thermohaline Zirkulation in großen Tiefen um den Globus.[5] Dieses System wird oft als „globales Förderband“ bezeichnet und verbindet alle großen Ozeane miteinander.[3][10]
- Gezeitenströmungen: Periodische Strömungen durch den Tidenhub, vor allem in Meeresengen und Buchten.
- Rand- und Küstenströmungen: Sie verlaufen entlang von Kontinentalschelfen und Küsten, so z. B. der Benguelastrom.

Die Strömungen im Nordatlantik – einschließlich des subpolaren und des subtropischen Gyres – sind besonders gut untersucht. Sie zeigen, wie Windstress, Dichtegradienten und mesoskalige Wirbel gemeinsam zur Ausbildung stabiler Strömungsbahnen beitragen.

## Großräumige Meeresströmungen
Hier ist eine Übersicht der wichtigsten Strömungen aller Ozeane.
| Name                           | Ozean (Meer)                                                    | Charakteristik |
| ------------------------------ | --------------------------------------------------------------- | --- |
| Golfstrom                      | Atlantischer Ozean (Amerikanische Ostküste, Nordatlantik)       | Wärmste Strömung des Nordatlantiks; transportiert warmes Wasser von der Karibik nach Europa, prägt das westeuropäische Klima.    |
| Nordatlantikstrom              | Atlantischer Ozean                                              | Fortsetzung des Golfstroms; sorgt für mildes Klima in Nordeuropa durch Wärmetransport.                                           |
| Labradorstrom                  | Atlantischer Ozean (Atlantik, Neufundlandbecken)                | Kalte Strömung; transportiert arktisches Wasser südwärts entlang Kanadas; Ursprung von Eisbergen.                                |
| Kanarenstrom                   | Atlantischer Ozean (Westeuropäische und Westafrikanische Küste) | Kalte Strömung; Teil des subtropischen Wirbels; fließt südwestlich entlang Nordwestafrikas.                                      |
| Benguelastrom                  | Atlantischer Ozean (Südwestafrikanische Küste)                  | Kalte, nährstoffreiche Strömung; verursacht Auftrieb und Wüstenbildung an der südwestafrikanischen Küste.                        |
| Antillenstrom                  | Atlantischer Ozean                                              | Warme Strömung; Teil des Golfstromsystems; speist den Golfstrom mit Karibikwasser.                                               |
| Azorenstrom                    | Atlantischer Ozean (Azorenschwelle)                             | Warme Strömung; Zweig des Nordatlantikstroms; beeinflusst Azorenklima.                                                           |
| Falklandstrom                  | Atlantischer Ozean (Falklandinseln)                             | Kalte Strömung; transportiert subantarktisches Wasser nordwärts entlang Südamerikas Ostküste.                                    |
| Brasilstrom                    | Atlantischer Ozean (Ostbrasilianische Küste)                    | Warme Strömung; fließt südlich entlang Brasiliens Küste; Teil des Südatlantik-Wirbels.                                           |
| Ostgrönlandstrom               | Atlantischer Ozean, Arktischer Ozean                            | Kalte Strömung; transportiert Eis und Wasser südwärts entlang Grönlands Ostküste, wichtig für die Tiefenwasserbildung.           |
| Westgrönlandstrom              | Atlantischer Ozean, Arktischer Ozean                            | Relativ warmer Strom; hält Grönlands Westküste weitgehend eisfrei.                                                               |
| Irmingerstrom                  | Atlantischer Ozean (Europäisches Nordmeer)                      | Warmer Seitenarm des Nordatlantikstroms; fließt nordwestlich Richtung Island.                                                    |
| Guineastrom                    | Atlantischer Ozean (Golf von Guinea)                            | Ostwärts gerichtete äquatoriale Gegenströmung; verursacht hohe Niederschläge vor Westafrika.                                     |
| Floridastrom                   | Atlantischer Ozean (Golf von Mexiko, Floridastraße)             | Warme Strömung; durchfließt die Floridastraße; bildet mit Antillenstrom den Golfstrom.                                           |
| Karibische Strömung            | Atlantischer Ozean (Karibisches Meer, Golf von Mexiko)          | Warme Strömung; transportiert Wasser durch die Karibik; Hauptquelle des Golfstroms.                                              |
| Norwegischer Strom             | Atlantischer Ozean (Nordsee, Europäisches Nordmeer)             | Warme, salzreiche Strömung; fließt nordwärts entlang Norwegens Küste.                                                            |
| Portugalstrom                  | Atlantischer Ozean (portugiesische Küste)                       | Schwache, mäßig warme Strömung; Teil des Nordatlantikwirbels.                                                                    |
| Äquatorialstrom                | Atlantischer, Pazifischer, Indischer Ozean                      | Westwärts gerichtete Oberflächenströmung; angetrieben durch Passatwinde.                                                         |
| Äquatorialer Gegenstrom        | Atlantischer, Pazifischer, Indischer Ozean                      | Ostwärts gerichtete Strömung zwischen Nord- und Südäquatorialstrom. gleicht Wassermassen zwischen Äquatorialströmen aus.         |
| Ostislandstrom                 | Atlantischer Ozean (Islandsee)                                  | Kalte Strömung; leitet Wasser vom Ostgrönlandstrom in die Islandsee.                                                             |
| Kuroshio                       | Pazifischer Ozean (Japanisches Meer)                            | Warme Strömung; „japanischer Golfstrom“; transportiert warmes Wasser nordwärts.                                                  |
| Oyashio                        | Pazifischer Ozean (Beringmeer)                                  | Kalte Strömung; transportiert subarktisches Wasser südwärts.                                                                     |
| Humboldtstrom (Peru-Strom)     | Pazifischer Ozean (Südamerikanische Westküste)                  | Kalte, nährstoffreiche Strömung; verursacht Auftrieb vor Südamerikas Westküste.                                                  |
| Kalifornienstrom               | Pazifischer Ozean (Westküste der USA)                           | Kalte Strömung; fließt südwärts entlang der US-Westküste.                                                                        |
| Nordäquatorialstrom            | Pazifischer Ozean                                               | Westwärts gerichtete Warmwasserströmung; Teil des subtropischen Wirbels.                                                         |
| Südäquatorialstrom             | Atlantischer, Pazifischer, Indischer Ozean                      | Westwärts gerichtete Warmwasserströmung; beeinflusst tropisches Klima.                                                           |
| Ostaustralstrom                | Pazifischer Ozean (Tasmansee)                                   | Warme Strömung; fließt südwärts entlang Australiens Ostküste.                                                                    |
| Kap-Hoorn-Strom                | Pazifischer, Atlantischer Ozean (Südspitze Südamerikas)         | Kalte Strömung; transportiert antarktisches Wasser entlang Südamerikas Südküste.                                                 |
| Agulhasstrom                   | Indischer Ozean (Südostafrikanische Küste)                      | Warme, schnelle Strömung; bildet Wirbelringe beim Übertritt in den Atlantik.                                                     |
| Mosambikstrom                  | Indischer Ozean (Straße von Mosambik)                           | Warme Strömung; Quelle des Agulhasstroms; bildet große Wirbel.                                                                   |
| Westaustralstrom               | Indischer Ozean (Westaustralische Küste)                        | Kalte Strömung; fließt nordwärts entlang Australiens Westküste.                                                                  |
| Somaliströmung                 | Indischer Ozean (Nordostafrikanische Küste)                     | Saisonal umkehrende Strömung; angetrieben durch Monsunwinde.                                                                     |
| Antarktischer Zirkumpolarstrom | Südlicher Ozean                                                 | Stärkste Meeresströmung der Erde; verbindet Atlantik, Pazifik und Indischen Ozean, transportiert kaltes Wasser um die Antarktis. |
| Transpolardrift                | Arktischer Ozean                                                | Transportiert Eis und Wasser von Sibirien Richtung Grönland; wichtig für den Export von Meereis in den Atlantik.                 |

## Meeresströmungen und Ozeanwirbel
Die vorherrschenden Winde wehen über die Wasseroberfläche und erzeugen die wichtigsten Oberflächenströmungen. So erzeugen die Passatwinde die Äquatorialströmungen, die entlang des Äquators von Ost nach West fließen: den Nordäquatorial- und den Südäquatorialstrom. Erreichen diese Äquatorialströmungen die Kontinente, werden sie durch den Coriolis-Effekt vom Äquator weggelenkt – auf der Nordhalbkugel nach rechts, auf der Südhalbkugel nach links. Diese Strömungen werden dann zu westlichen Randströmungen eines Ozeanwirbels wie z. B. der Golfstrom (beim Nordatlantikwirbel) oder der Kuroshio (beim Nordpazifikwirbel). Sie transportieren warmes, salzreiches Wasser polwärts und speisen damit die antizyklonalen (im Uhrzeigersinn drehenden) subtropischen Ozeanwirbel (Gyre). Östliche Randströme wie der Kanaren- oder der Kalifornienstrom führen kühles Wasser äquatorwärts zurück und schließen so den Gyre-Kreislauf.
Kleinere Wirbel (sogenannte Eddys) mit einem Durchmesser zwischen 20 und 200 km entstehen oft im Randbereich der Meeresströmungen, wo es zu Turbulenzen kommt. Eddys können einige Wochen bis zu mehreren Monaten bestehen und dabei Distanzen von vielen hundert Kilometern zurücklegen. In den Wirbeln wird Meerwasser aus dem Entstehungsgebiet eingeschlossen; so kann beispielsweise warmes Golfstrom-Wasser und salziges, schweres Mittelmeer-Wasser, welches über die Gibraltarschwelle in den Atlantik strömt, in der Fläche verteilt werden. Ein solcher salzreicher Wasserwirbel aus dem Mittelmeer (ein Meddy – Mediterranean eddy) befindet sich typischerweise ungefähr 600 m unterhalb der Meeresoberfläche und hat einen Durchmesser von ca. 100 km.
| Name                            | Lage                                                                                         | Typ         | Charakteristik |
| ------------------------------- | -------------------------------------------------------------------------------------------- | ----------- | --- |
| Nordatlantischer Subpolarwirbel | Nordatlantik südlich von Grönland                                                            | Subpolar    | Zyklonales (gegen den Uhrzeigersinn) Strömungssystem im Nordatlantik; umfasst Labradorstrom, Irmingerstrom, Ost- und Westgrönlandstrom; zentral für Wärmetransport und Tiefenwasserbildung.                                                              |
| Nordatlantikwirbel              | Nordatlantik                                                                                 | Subtropisch | Antizyklonaler Wirbel (im Uhrzeigersinn); umfasst Golfstrom, Kanarenstrom und Nordäquatorialstrom. |
| Südatlantikwirbel               | Südatlantik zwischen Äquator, der Ostküste Südamerikas und der Westküste Afrikas             | Subtropisch | Zyklonaler Wirbel (gegen den Uhrzeigersinn); steuert den Wärmetransport und Nährstoffaustausch im Südatlantik. geprägt durch Benguela- und Brasilstrom.                                                                                                  |
| Nordpazifischer Subpolarwirbel  | Nordpazifik in ganzer Breite mit Aleuten im Norden Kamtschatka im Westen und Alaska im Osten | Subpolar    | Zyklonaler (im Uhrzeigersinn sich drehender) Wirbel. Unterteilt in westlichen subarktischen Wirbel (Western Subarctic Gyre), östlich der Kurilen, und Alaskawirbel (Alaska Gyre) im Golf von Alaska. Randströme: Alaskastrom, Oyashio, Nordpazifikstrom. |
| Nordpazifikwirbel               | Nordpazifik zwischen Äquator und 50° N                                                       | Subtropisch | Antizyklonaler Wirbel (im Uhrzeigersinn); umfasst Nordpazifikstrom, Kalifornienstrom und Nordäquatorialstrom; wichtig für Wärmetransport und Nährstoffaustausch.                                                                                         |
| Südpazifikwirbel                | Südpazifik zwischen Äquator, Südamerika und Australien                                       | Subtropisch | Zyklonaler Wirbel (gegen den Uhrzeigersinn); umfasst Südäquatorialstrom, Ostaustralstrom und Peru-Strom. Enthält |
| Indischer Ozean-Wirbel          | Indischer Ozean                                                                              | Subtropisch | Normalerweise zyklonal (gegen den Uhrzeigersinn), kann im Sommer (der Südhalbkugel) die Drehrichtung wechseln, beeinflusst durch Monsunwinde; umfasst Südäquatorialstrom und Westaustralstrom.                                                           |
| Weddellwirbel                   | Südlicher Ozean zwischen antarktischem Zirkumpolarstrom und antarktischem Kontinentalschelf  | Polar       | Antizyklonaler Wirbel (im Uhrzeigersinn) im Weddellmeer; beeinflusst den Austausch von Wasser und Eis im Südpolarmeer. Wichtig für Tiefenwasserbildung.                                                                                                  |
| Ross-Wirbel                     | Südlicher Ozean, nördlich des Rossmeeres                                                     | Polar       | Antizyklonaler Wirbel (im Uhrzeigersinn) im Rossmeer; beeinflusst Meereisverteilung und Tiefenwasserbildung. |
| Beaufortwirbel                  | Arktischer Ozean zwischen Grönland, Alaska und Russland                                      | Polar       | Großes rotierendes System; hält Eis im zentralen Arktisbecken, beeinflusst den Süßwasserhaushalt des Arktischen Ozeans. |

## Ökologische Bedeutung
Meeresströmungen sind fundamentale Steuerungsgrößen mariner Ökosysteme und Biodiversität. Sie ermöglichen den großräumigen Transport von Wärme, Salz, Nährstoffen und gelösten Gasen und bestimmen damit die physikalisch-chemischen Rahmenbedingungen im Ozean.
Insbesondere Auftriebsgebiete, die durch divergente Strömungen und Windantrieb entstehen, fördern die vertikale Durchmischung und den Transport nährstoffreichen Tiefenwassers in die euphotische Zone. Dies bildet die Grundlage hoher Primärproduktion und macht Regionen wie den Humboldtstrom oder den Benguelastrom zu den produktivsten und fischreichsten Arealen der Weltmeere.
Meeresströmungen beeinflussen zudem die Verbreitung und Wanderungsrouten zahlreicher Organismengruppen, darunter Plankton, Fische, Meeressäuger und Schildkröten. Viele Arten nutzen Strömungen gezielt für ihre saisonalen Wanderungen oder zur Verbreitung ihrer Nachkommen. Veränderungen in den Strömungsmustern – etwa durch den Klimawandel – können daher zu Verschiebungen von Lebensräumen, zur Destabilisierung von Nahrungsnetzen und zum Rückgang der Biodiversität führen.
Ein Rückgang der Umwälzzirkulation und eine Veränderung der Strömungsregime könnten die Versorgung der Oberflächengewässer mit Nährstoffen verringern und damit die marine Produktivität und die Erträge der Fischerei erheblich beeinträchtigen. Zudem erhöht eine reduzierte Durchmischung die Gefahr von Sauerstoffmangelzonen und kann die Ausbreitung invasiver Arten begünstigen.
Nicht zuletzt sind viele Küstenregionen und ihre Gesellschaften direkt von stabilen und produktiven Meeresökosystemen abhängig. Eine Destabilisierung der Strömungssysteme durch den Klimawandel birgt daher nicht nur ökologische, sondern auch erhebliche sozioökonomische Risiken.

## Meeresströmungen und das Klima
Die globalen Meeresströmungen und Wirbelsysteme haben maßgeblichen Einfluss auf das Klima der Erde. Sie transportieren Wärmeenergie von den Tropen in höhere Breiten und wirken damit temperaturausgleichend. So trägt etwa der Golfstrom erheblich zur Erwärmung Westeuropas bei, während kalte Auftriebsströmungen wie der Humboldtstrom an der Westküste Südamerikas für eine hohe biologische Produktivität sorgen.
Auch extreme Wetterphänomene wie El Niño und La Niña sind eng mit Veränderungen in den äquatorialen Strömungsmustern des Pazifiks verknüpft.
Der IPCC AR5 Report stellt fest, dass mit hoher Wahrscheinlichkeit 90 % der zusätzlichen Energie-Ansammlung durch die globale Erwärmung von 1971 bis 2010 vom Ozean aufgenommen wurden. Diese Beobachtung basiert auf La-Niña-Jahren, wenn durch wechselnde Windzirkulation vermehrt wärmere Wassermassen über Meeresströmungen in tiefere Meeresschichten gelangen, was den Wärmeinhalt der Ozeane beeinflusst. Dies wird von Klimatologen im Zusammenhang mit dem anthropogenen Klimawandel erforscht.
Abhängig von den Meeresströmungen wachsen z. B. an der Südwestküste von England Palmen. Im Winter liegt die Temperatur hier meist über dem Gefrierpunkt, und damit deutlich höher als in anderen Gegenden auf ähnlichen Breitengraden: Der warme Golfstrom transportiert große Energiemengen und heizt insbesondere die angeströmten Küstenregionen Europas auf. Das warme Meerwasser neigt zu Verdunstung, die feuchte Luft regnet den Wasserdampfgehalt über der kälteren Landmasse wieder ab oder, wenn sie an Bergen hochsteigt und dabei abkühlt. Über Verdunstungskälte und Kondensationsenthalpie kommt es zu einem Transfer von thermischer Energie, soweit die feuchte Luft landeinwärts treibt und dort Niederschlag verursacht.
Auch die Westküste Norwegens ist im Winter weitgehend eisfrei, während die auf gleichen Breitengraden liegende Ostküste Grönlands (die vom Golfstrom kaum getroffen wird) verbreitet Eisberge und Gletscher aufweist. Ebenfalls auf den Golfstrom zurückzuführen ist das relativ milde Klima von Island. Im Vergleich zu dem kalten und schneereichen Klima Nordrusslands wird deutlich, wie groß die durch warme Meeresströmungen verursachten klimatischen Unterschiede sein können.
Durch kalte Meeresströmungen können sich andererseits auch deutlich rauere Gegenden bilden: So wird z. B. die Wüste Atacama durch den Humboldtstrom und die Namib durch den Benguelastrom verursacht. Grundlage hierfür ist die niedrige Oberflächentemperatur des in der Regel arktischen oder antarktischen Wassers. Dies verursacht meist vorzeitige Kondensation der Luftfeuchtigkeit und schränkt die Konvektion ein, weshalb in den angrenzenden Küstenregionen wenig Niederschlag fällt. Teilweise kann es zu jahrzehntelangen Trockenperioden kommen. Andererseits gibt es sehr häufig Nebel, was einige Lebewesen in diesen Regionen gezielt zur Deckung ihres Wasserbedarfs ausnutzen (Nebelkondensation).

### Veränderungen durch den Klimawandel
Der Klimawandel beeinflusst Meeresströmungen auf vielfältige Weise. Die Erwärmung der Atmosphäre, das Abschmelzen von Gletschern und Meereis sowie der veränderte Niederschlags- und Verdunstungshaushalt führen zu Störungen in Temperatur- und Salzgehaltsverteilungen, die wiederum die ozeanische Zirkulation verändern.
Besonders intensiv erforscht ist die mögliche Abschwächung der Atlantischen Meridionalen Umwälzzirkulation (AMOC). Diese zentrale Komponente des globalen Förderbands wird durch Süßwassereintrag aus Grönland sowie veränderte Oberflächentemperaturen instabiler. Beobachtungen und Modellrechnungen deuten darauf hin, dass die AMOC im 20. Jahrhundert bereits deutlich an Stärke verloren hat.
Auch Windfelder und atmosphärische Druckmuster verändern sich im Zuge des Klimawandels, was direkte Auswirkungen auf windgetriebene Strömungen hat. So wurden etwa im Südpazifik und Südatlantik Verschiebungen der westlichen Windgürtel sowie eine Zunahme der Windgeschwindigkeiten beobachtet, die zu beschleunigten Zirkulationen führen.
Zudem werden kleinräumige Strukturen wie Wirbel und Fronten durch veränderte Stabilitätsbedingungen in der Wassersäule beeinflusst. Submesoskalige Prozesse nehmen an Intensität zu und wirken sich auf vertikale Austauschprozesse und das Nährstoffangebot in der oberen Wassersäule aus.
Die langfristigen Rückwirkungen auf Klima und marine Ökosysteme sind Gegenstand intensiver Forschung. Wissenschaftler warnen vor möglichen Kipppunkten, bei denen eine Umkehr oder ein irreversibler Kollaps zentraler Strömungssysteme (z. B. der AMOC) ausgelöst werden könnte, mit weitreichenden Folgen für globale Temperaturverteilungen, Monsunzyklen, Niederschlagsmuster und Meeresökologie.

### Kipppunkte in der Ozeanzirkulation
Einige ozeanische Strömungssysteme gelten als potenzielle Kipppunkte im Klimasystem, da sie abrupt und irreversibel auf vergleichsweise kleine Störungen reagieren können. Ein zentrales Beispiel ist die Atlantische Meridionale Umwälzströmung (AMOC), zu der auch der Golfstrom zählt. Modellstudien und paläoklimatische Daten zeigen, dass ein starker Süßwassereintrag in den Nordatlantik – etwa durch verstärkte Eisschmelze – die Dichteverhältnisse des Meerwassers verändern und die Tiefenwasserbildung abschwächen oder ganz stoppen kann.
Ein Zusammenbruch der AMOC hätte weitreichende klimatische Konsequenzen: Abkühlung in Europa, Verschiebung tropischer Regenzonen, Verstärkung von Dürren in Afrika und Südostasien sowie ein beschleunigter Meeresspiegelanstieg an der nordamerikanischen Ostküste.
Modelle zeigen, dass die AMOC mehrere stabile Zustände aufweist – darunter ein „abgeschalteter“ Zustand –, zwischen denen durch Kipppunkte gewechselt werden kann.
Ähnliche Kipppunkte betreffen auch Meereswirbel in der Arktis, die durch schwindendes Meereis instabiler werden können, sowie regionale Zirkulationssysteme, die auf Monsunverläufe und Auftriebsprozesse reagieren. Das Verständnis solcher Kipppunkte ist entscheidend für die Bewertung klimatischer Risiken in einer sich wandelnden Welt.

## Beobachtung und Messmethoden
Die Beobachtung von Meeresströmungen erfolgt mit Satelliten (z. B. Altimetrie), ozeanographischen Bojen (z. B. ARGO), Strömungsmessern sowie autonomen Unterwasserfahrzeugen. In polaren Regionen wird zunehmend auch die Driftbewegung des Meereises als Proxy für ozeanische Strömung genutzt.
Da Meeresströmungen integraler Bestandteil des gekoppelten Ozean-Atmosphäre-Systems sind, bilden sie eine zentrale Komponente in globalen Klimamodellen. Besonders für Langfristprognosen (z. B. Jahrzehnte bis Jahrhundert-Skalen) ist ein präzises Verständnis der Ozeandynamik essenziell.